# مايك ستوري
مايك ستوري (بالإنجليزية: Mike Storey)‏ هو سياسي بريطاني، ولد في 25 مايو 1949. حزبياً، نشط في الديمقراطيون الليبراليون. وقد انتخب عضو مجلس اللوردات.